# Músculo recto inferior
El músculo recto inferior del ojo se encuentra en la región inferior de la órbita ocular y es uno de seis músculos que controlan el movimiento del globo ocular. La contracción del recto inferior produce varios movimientos del ojo, le gira hacia abajo y asiste en el movimiento hacia el medio y el que le aleja de la línea media.

## Trayecto
El músculo recto inferior nace con el resto de los músculos rectos del ojo, en el vértice de la órbita ocular por medio de un tendón común, el anillo de Zinn. Después de separarse del resto de los músculos rectos, el recto inferior sigue de atrás adelante por debajo del nervio óptico, del que está separado por el tejido adiposo de la órbita. Las fibras inferiores del músculo tiene relación con el suelo de la órbita y fibras del músculo oblicuo menor. 
Al final de su recorrido, el músculo recto inferior termina en un tendón aplanado que se inserta en la esclerótica, algo por debajo de la circunferencia de la córnea.

## Inervación e irrigación
La inervación del recto inferior viene dado por el III nervio craneal, llamado nervio oculomotor. El recto inferior del ojo es uno de varios músculos del ojo inervado por el III nervio craneal.
La única arteria que provee irrigación sanguínea a la órbita es la arteria oftálmica, que es rama de la carótida interna, del que se desprende justo antes del polígono de Willis.

## Imágenes adicionales

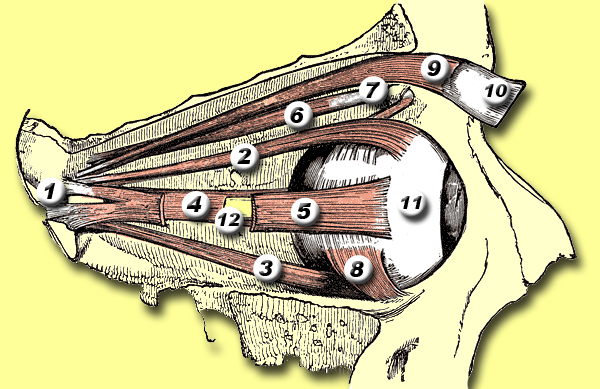
Vista lateral del globo ocular y sus músculos, incluyendo el recto inferior (número 3).
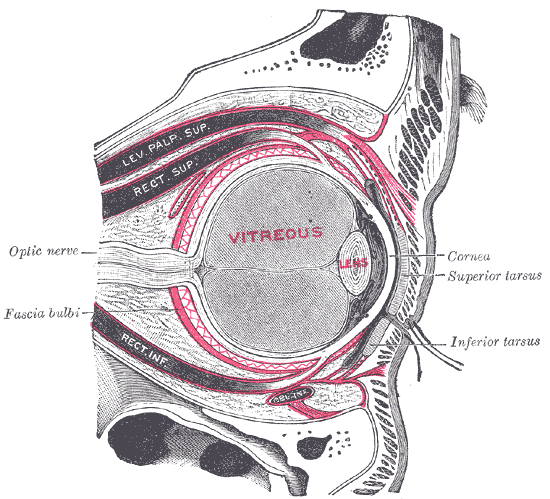
Sección sagital mostrando la terminación del recto inferior.
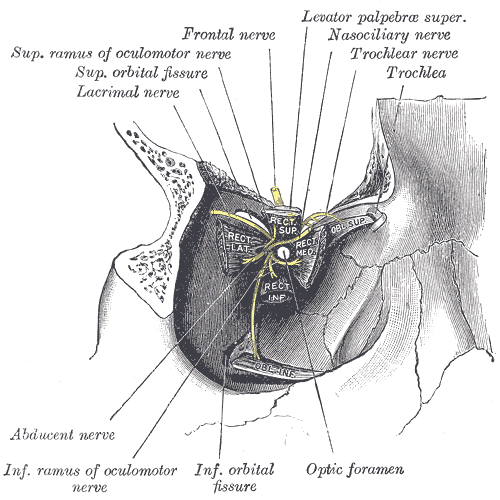
Disección mostrando los músculos oculares, incluyendo el recto inferior.
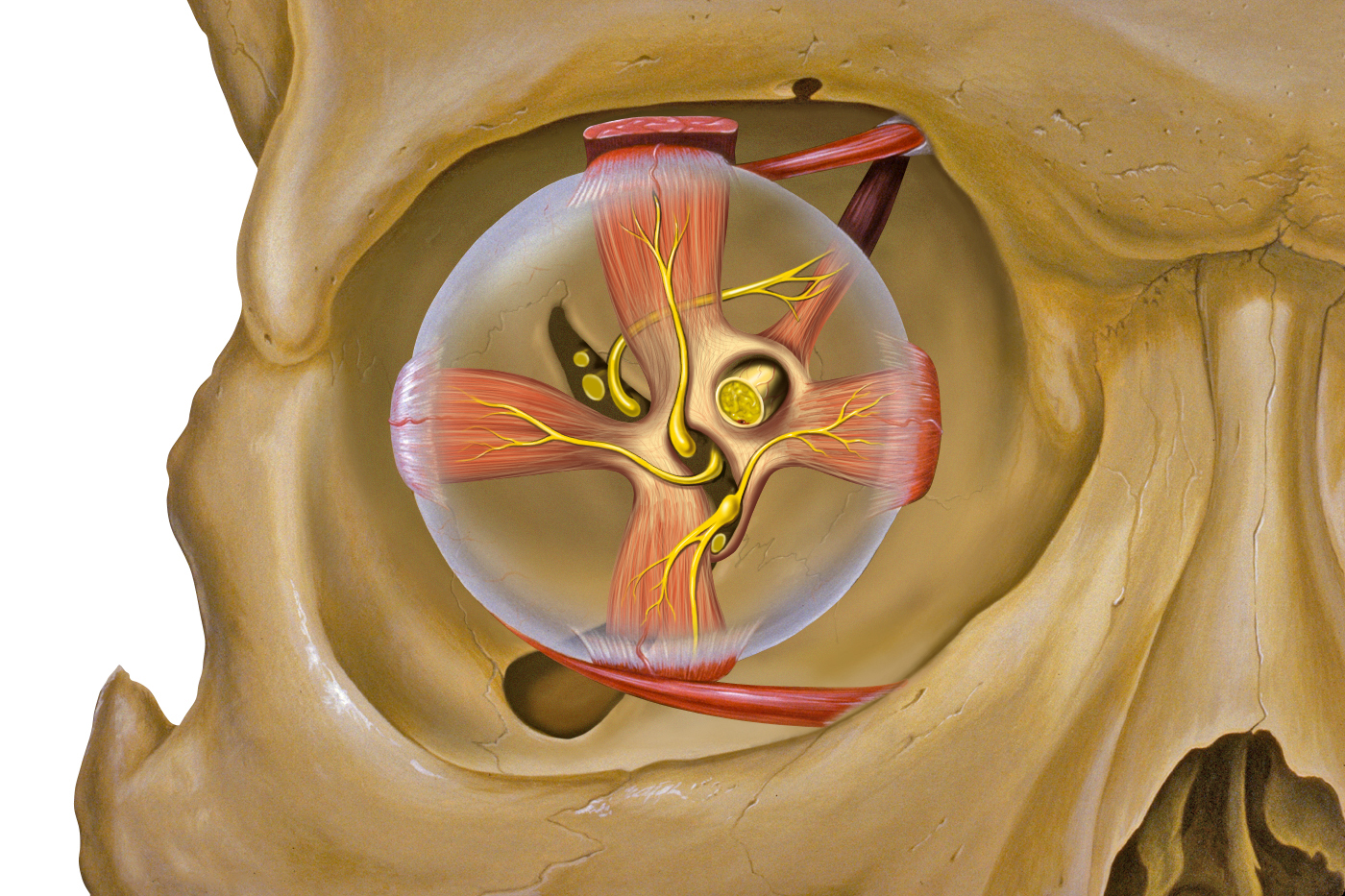
Vista anterior del globo ocular y sus músculos rectos.